# Joachim Fritz

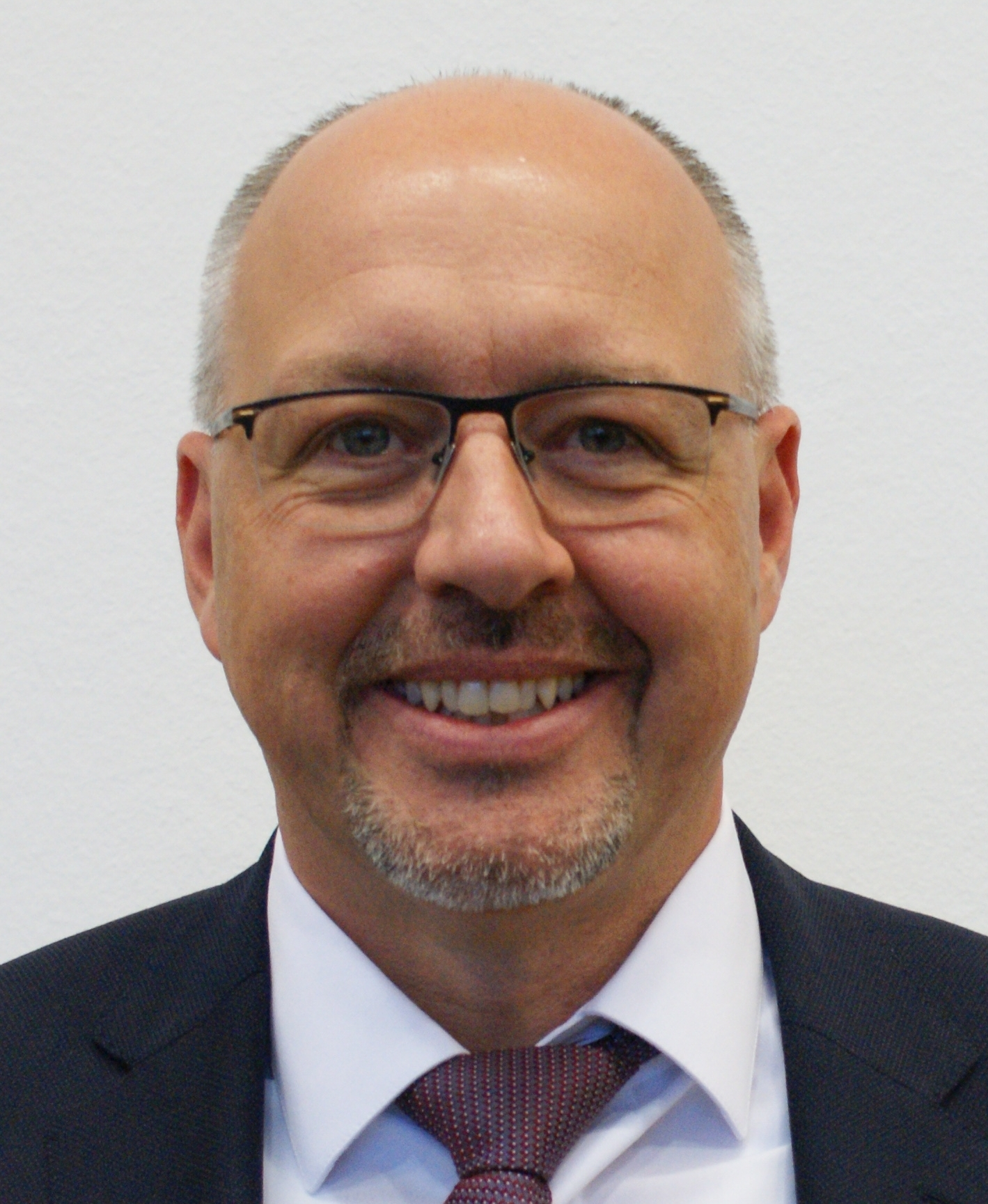
Joachim Fritz (2024)

Joachim Fritz (* 14. Juli 1974 in Mittelberg) ist ein österreichischer Politiker der Freiheitlichen Partei Österreichs (FPÖ). Seit dem 6. November 2024 ist er Abgeordneter zum Vorarlberger Landtag.

## Leben

### Ausbildung und Beruf
Joachim Fritz machte nach Abschluss der Pflichtschule eine Ausbildung zum Bautechnischen Zeichner, die er 1992 abschließen konnte. Anschließend trat er in den Polizeidienst ein und ist seit 1994 als Exekutivbediensteter tätig.

### Politik
Fritz ist seit 2020 Mitglied der Gemeindevertretung von Mittelberg, seit 2025 ist er auch Bürgermeister der Gemeinde. Seit 2012 ist Teil des Bundesvorstandes der Freien Exekutivgewerkschaft, einer von freiheitlichen Personalvertretern gegründeten Gewerkschaft ausschließlich für Angehörige der österreichischen Polizei und Justizwache. Ebenfalls seit 2012 ist er Landesvorsitzender der Aktionsgemeinschaft Unabhängiger und Freiheitlicher in Vorarlberg und seitdem auch Bundessektionsvorstandsmitglied. In dieser Funktion ist er als Personalvertreter Mitglied im Zentralausschuss des Bundesministeriums für Inneres.
Er wurde 2021 zum Bezirksparteiobmann der FPÖ Bregenz gewählt, schon seit 2020 ist er als Ortsparteiobmann der FPÖ Kleinwalsertal tätig.
Bei der Landtagswahl 2024 kandidierte er für die FPÖ an zweiter Stelle im Landtagswahlkreis Bregenz, welcher den Bezirk Bregenz umfasst, und wurde, direkt in den Vorarlberger Landtag gewählt. Am 6. November 2024 wurde er in der konstituierenden Sitzung der XXXII. Gesetzgebungsperiode als Abgeordneter zum  Vorarlberger Landtag angelobt.

### Privates
Fritz ist in geschieden und Vater zweier Kinder.